# A sáska nem szöcske
A sáska nem szöcske a Vízipók-csodapók című rajzfilmsorozat második évadának kilencedik epizódja. Az epizódot Szabó Szabolcs és Haui József rendezte Kertész György forgatókönyve alapján.
Elsőként 1982. október 16-án mutatta be a Magyar Televízió.

## Cselekmény
Keresztespókot zavarja a sáska és szöcske ifjak ugróversenye, de nem tud velük szót érteni, mert meg sem tudja őket különböztetni egymástól. Vízipók barátja segítségére siet.

## Alkotók
- Rendezte és tervezte: Szabó Szabolcs, Haui József
- Írta: Kertész György
- Dramaturg: Bálint Ágnes
- Zenéjét szerezte: Pethő Zsolt
- Operatőr: Polyák Sándor
- Segédoperatőr: Pethes Zsolt
- Hangmérnök: Bársony Péter
- Hangasszisztens: Zsebényi Béla
- Vágó: Czipauer János
- Háttér: Molnár Péter
- Rajzolták: Katona János, Kricskovics Zsuzsa, Liliom Károly, Vágó Sándor, Váry Ágnes
- Kihúzók és kifestők: Varga Béláné, Zimay Ágnes
- Színes technika: György Erzsébet
- Gyártásvezető: Vécsy Veronika
- Produkciós vezető: Mikulás Ferenc

Készítette a Magyar Televízió megbízásából a Pannónia Filmstúdió és a Kecskeméti Filmstúdió

## Szereplők
- Vízipók: Pathó István
- Keresztespók: Harkányi Endre
- Sáskák: Sebestyén András, Szatmári György, Sziki Károly
- Szöcskék: Gergely Róbert, Kovács Titusz, Mikó István